# Warszawska szkoła historyczna
Warszawska szkoła historyczna, kierunek w polskiej historiografii reprezentowany przez warszawskie środowisko historyczne.

## Historia
Warszawska szkoła historyczna ukształtowała się na przełomie lat siedemdziesiątych i osiemdziesiątych XIX wieku jako opozycja do krakowskiej szkoły historycznej. U podstaw szkoły warszawskiej legła idea pracy u podstaw, tzw. pozytywizm warszawski. Ideologowie tej szkoły uważali iż polskie społeczeństwo musi pokonać swoje zacofanie, aby mogło zapewnić sobie lepszą przyszłość wkraczając na drogę postępu i modernizacji.
Historycy warszawscy zajmowali się głównie dziejami stosunków społecznych, gospodarczych, ustrojowych i kultury, a ukierunkowanie to sprawiło, że zainteresowali się w przeciwieństwie do przedstawicieli krakowskiej i lwowskiej szkoły historycznej dziejami nowożytnymi.
Opracowali tzw. teorię odrodzenia w upadku, w myśl której u schyłku dawnej Rzeczypospolitej dokonały się we wszystkich dziedzinach życia zmiany pozytywne, mające charakter głębokich zmian mentalnych - reakcji na stare wady i przywary. Dalszy pomyślny byt i kontynuacja tych zmian zostały drastycznie przerwane przez zaborców.

## Główni przedstawiciele warszawskiej szkoły historycznej
- Adolf Pawiński (1840–1896)
- Tadeusz Korzon (1839–1918)
- Władysław Smoleński (1851–1926)
- Aleksander Rembowski (1847–1906)
- Stosław Łaguna (1833–1900)
- Emil Kipa (1886–1958)

Historycy warszawskiej szkoły nie stanowili monolitu. Poglądy niektórych zbliżone były do pesymizmu krakowskiej szkoły historycznej. Również pod względem intelektualnym nie stanowili jednolitej formacji, jednakże poza kilkoma wyjątkami wszyscy byli uczonymi o profesjonalnym przygotowaniu naukowym.